# Fiat 1100-103 Industriale
La camionnette Fiat 1100-103 Industriale, est un véhicule utilitaire léger, dérivé de la berline Fiat 1100-103, fabriquée par le constructeur automobile italien Fiat à partir de 1954 jusqu'en 1959.

## Historique
Après avoir commercialisé avec grand succès les modèles utilitaires dérivés de la Fiat 1100 dans les versions 1100F ALR - BLR et ELR qui sont restés en fabrication jusqu'en fin d'année 1954, le constructeur italien décida de commercialiser au printemps 1954, en même temps que les versions familiale et commerciale de la nouvelle Fiat 1100-103, la version utilitaire baptisée "Industriale". 
La conception du nouveau modèle reprenait une solution largement éprouvée dans le passé : utiliser la base très robuste de la berline pour en dériver une fourgonnette. L'empattement de la plateforme de base de la berline fut allongée de 180 mm et Fiat conserva la partie avant de la voiture en coupant l'habitacle de la 1100-103 juste au niveau du montant central. L'avant, capot et ailes et les portes ont été conservées sans aucune modification. L'aménagement intérieur est identique à celui de la berline.
Les dimensions étaient inférieures à celles de l'ancien 1100 ELR mais la surface de chargement (1,7m x 1,4 m de large) pour une charge utile de 1.020 kg + pilote était largement suffisante pour la destination du véhicule. La clientèle désirant un véhicule plus important pouvait s'orienter vers le nouveau Fiat 615.
Le constructeur offrait les versions plateau et plateau bâché. Pour obtenir un volume arrière fermé, il fallait faire appel aux carrossiers spécialisés.
Disposant du nouveau moteur essence Fiat 103 de 1 089 cm3 développant 34 ch DIN à 4 400 tr/min avec un couple élevé, il offrait une vitesse élevée (105 km/h) avec une charge utile de 1 000 kg. 
La 1100-103 était dotée d'un moteur très robuste, fiable avec une consommation très faible, mais c’est surtout la qualité de la transmission et le châssis extrêmement résistant qui permirent de réaliser les dérivés commerciaux. L'importance de ce véhicule est primordiale pour comprendre le développement des modèles commerciaux produits ensuite, jusqu'à devenir, dans l’imaginaire collectif, un des symboles de la renaissance italienne. 
Le Fiat 1100-103 I verra la puissance de son moteur portée de 34 à 37 Ch DIN en 1956, comme sur la berline. Cette camionnette sera également fabriquée sous licence en Autriche chez Steyr et en Yougoslavie par Zastava. 

Le modèle sera secondé par une version fourgonnette, le Fiat 1100T "type 217" apparue en 1957, correspondant à une évolution des besoins de la clientèle. 
C'est en 1959 que la fabrication de ce modèle prendra fin.
- Photo publicité de la Fiat 1100-103 Industriale[1]

### La série légère Fiat 1100F
| Modèle                  | Type                                  | Années de production | Type moteur          | Cylindrée | Puissance ch DIN  | PTC en tonnes |
| ----------------------- | ------------------------------------- | -------------------- | -------------------- | --------- | ----------------- | ------------- |
| Fiat 1100ELR            | Camionnette, pick-up, fourgon         | 1949 - 1953          | Fiat 1100BL          | 1 089     | 30 à 4 400 tr/min | 2,37          |
| Fiat 1100-103 I Essence | Camionnette, pick-up                  | 1954 - 1956          | Fiat 103.000         | 1 089     | 34 à 4 400 tr/min | 1,91          |
| Fiat 1100-103 I Essence | Camionnette, pick-up                  | 1956 - 1959          | Fiat 103E.000        | 1 089     | 37 à 4 400 tr/min | 1,96          |
| Fiat 1100 T1 Tipo 217   | Camionnette, fourgon                  | 1957 - 1959          | Fiat 103D            | 1 089     | 38 à 4 400 tr/min | 2,4           |
| Fiat 1100 T2 Tipo 217A  | Camionnette, fourgon                  | 1957 - 1959          | Fiat 103G            | 1 221     | 45 à 4 400 tr/min | 2,5           |
| Fiat 615 Tipo 2102      | Camion léger, Châssis cabine, Fourgon | 1951 - 1952          | Fiat 101-005 Essence | 1.395     | 39 à 3 800 tr/min | 3,1           |
| Fiat 615N               | Châssis cabine - Fourgon              | 1952 - 1960          | Fiat 305-010 Diesel  | 1 901     | 40 à 3 200 tr/min | 3,2           |